# فيروزة (ألاداغ)
فیروزة (بالفارسية: فیروزه) هي قرية تقع في إيران في قسم ألاداغ الريفي. يقدر عدد سكانها بـ 204 نسمة بحسب إحصاء 2016.